# Thomas Harper Goodspeed
Thomas Harper Goodspeed (Hartford, 17 de mayo de 1887 – Calistoga, 17 de mayo de 1966) fue un naturalista, citólogo-genetista, y taxónomo estadounidense, especialista en la genética de especies de Nicotiana. De 1919 a 1957, fue director del Jardín botánico de la universidad de California en Berkeley. Bajo su dirección y del arquitecto paisajista, John William Gregg de la Universidad de California , el Jardín fue mudado al campus central en Strawberry Canyon.

## Biografía
Hijo de George S. Goodspeed y de Florence Duffy Mills. Y tuvo a Stephen Spencer Goodspeed y a Ellen Spencer Goodspeed de Ainsworth.
Como director del Jardín UCBG, lideró varias expediciones recolectoras de plantas a los Andes de Colombia, Perú, Chile, Argentina y Uruguay . Obtuvo una importante colección de  Nicotiana  durante estas expediciones, que luego se ensamblaron en el Jardín Botánico en estudio. Su principal estudio, fue una mayor comprensión de los orígenes y la diversidad de especies de tabaco. La colección fue utilizado más adelante para reintroducir los rasgos de resistencia a enfermedades silvestres en especies domesticadas.
Durante la Primera Guerra Mundial Goodspeed, junto con expertos en caucho, y compañeros de Berkeley como el botánico Harvey Monroe Hall, trabajó en plantas estratégicos occidentales de Estados Unidos como fuentes autóctonas de goma. Sus relaciones positivas con los países de América del Sur ayudaron en mantener relaciones con esos países en la Segunda Guerra Mundial.
Pasó algún tiempo en Chile ayudando a diseñar el Jardín botánico Nacional de Viña del Mar.

## Algunas publicaciones
- 1915. “Parthenocarpy and Parthenogenesis in Nicotiana,” Proc. of the National Academy of Sci. I: 341–346
- 1925. “Interspecific Hybridization in Nicotiana, II, A Tetraploid glutinosa-tabacum Hybrid: An Experimental Verification of Winge’s Hypothesis,” Genetics 10: 278–284, con Roy E. Clausen
- 1928. “Interspecific Hybridization in Nicotiana, VIII, The sylvestristomentosa-tabacum Triangle and Its Bearing on the Origin of tabacum,” Univ. California Publication in Botany 11: 245–256, con Roy E.Clausen
- 1930. “Nature and Significance of Structural Chromosomal Alterations Induded by X-Rays and Radium,” Cytologia 1: 308–327 con P. Avery
- 1936. “Induced Chromosomal Alterations,” Biological Effects of Radiation 2: 1281–1295
- 1939. “Trisomic and Other Types in Nicotiana sylvestris,” J. of Genetics 38: 381–458 con P. Avery
- 1941. “Plant Hunters in the Andes,”] New York; 2ª ed. rev. y alarg. Berkeley, 378 p. 1961[3]
- 1944. Cazadores de plantas en los Andes. Colección ciencia y cultura. Tradujo Francisco Cortada. Ed. Sudamericana, 564 p.
- 1945. “Cytotaxonomy of Nicotiana,” Botanical Review 11: 533–592
- 1954. “The Genus Nicotiana: Origins, Relationships and Evolution of Its Species,” Light Chronica Botanica 16, con H.M. Wheeler & Paul Clifford Hutchison.

## Honores
- 1957: Universidad Nacional de San Antonio Abad del Cusco, Perú, le otorgó un Sc.D. honorífico.
- 1943: recibió un doctorado honoris causa por la Universidad Nacional de La Plata
- 1940: doctor honoris causa por su alma mater, la Universidad Brown

## Membresías
- Asociación Americana para el Avance de la Ciencia
- miembro extranjero de la Real Academia de Ciencias de Suecia
- 1953: la más alta condecoración del gobierno chileno, comandante de la Orden al Mérito Bernardo O'Higgins.

## Epónimos
Especies
- (Acanthaceae) Aphelandra goodspeedii Standl. & F.A.Barkley[4]
- (Asteraceae) Dendrophorbium goodspeedii (Cuatrec.) H.Beltrán[5]
- (Cecropiaceae) Cecropia goodspeedii Cuatrec.[6]
- (Fabaceae) Lupinus goodspeedii J.F.Macbr.[7]
- (Solanaceae) Nicotiana goodspeedii H.-M.Wheeler[8]
- (Solanaceae) Solanum goodspeedii K.E.Roe[9]